# Mardschana

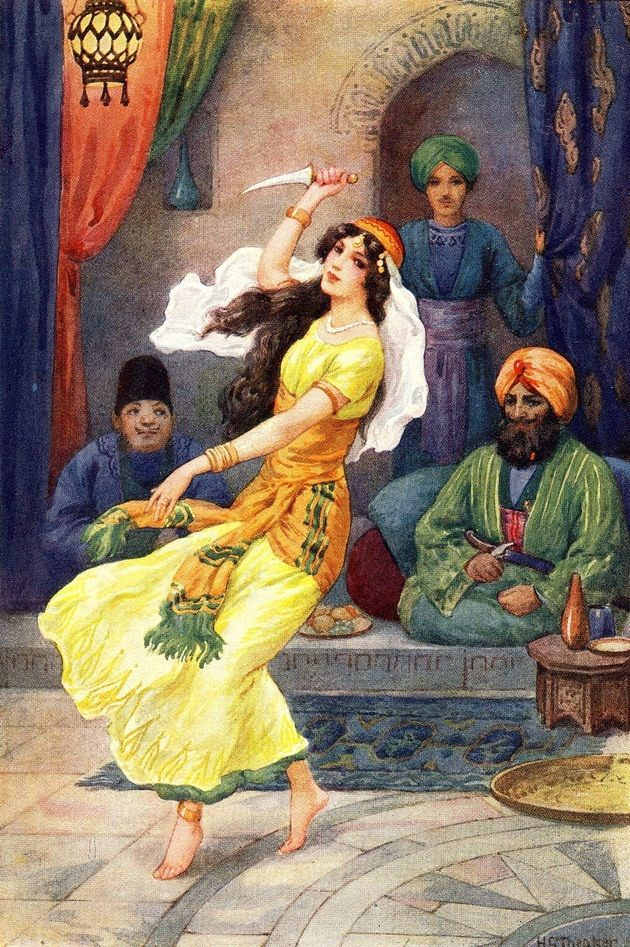
Mardschana tanzt vor Ali Baba und dem Anführer der vierzig Räuber.

Mardschana, arabisch مرجانة, z.D. kleine Perle; auch Murdschiana bzw. Morgiana oder Margiana, ist eine fiktive Hauptfigur in der berühmten Erzählung von Ali Baba und die vierzig Räuber (ANE 353) aus Tausendundeine Nacht (→ Tausendundeine Nacht – Liste der Geschichten) und die zentrale Heldin des Märchens.

## Mardschana in ,Ali Baba und die vierzig Räuber'

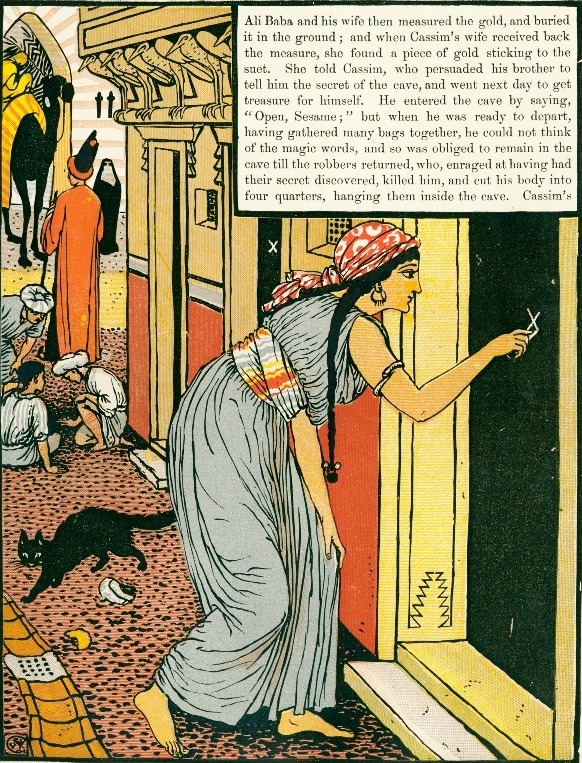
Mardschana durchkreuzt den Plan der Räuber.

Mardschana ist eine Sklavin in Besitz von Qassim, dem Bruder von Ali Baba. Als dieser in der Höhle der Räuber getötet wird und Ali Baba seinen zerstückelten Leichnam zurückbringt, hilft sie ihm die Leiche ihres toten Meisters wieder zusammenzufügen und für die islamische Bestattung vorzubereiten. Als Ali Baba Qassims Witwe heiratet, geht Mardschana mit in dessen Haushalt über.
Als die Bande der vierzig Räuber das Haus Ali Babas auskundschaftet, kann Mardschana zweimal das Haus vor einem Angriff bewahren, indem sie das angebrachte Kreuz und später die Markierung aus Rötel auch auf den Nachbarhäusern anbringt, sodass die Räuber beide Angriffe abbrechen müssen, da sie nicht in das falsche Haus eindringen wollen. Die beiden gescheiterten Spione werden von den Räubern hingerichtet.
Als der Anführer der Räuber selbst das Haus auskundschaftet und sich als Kaufmann ausgibt, der seine großen ledernen Ölschläuche über Nacht bei Ali Baba lagern will, findet Mardschana durch einen Zufall heraus, dass sich mit Ausnahme des Anführers, alle Räuber in den Schläuchen versteckt halten. Daraufhin bringt Mardschana Öl zum Kochen und gießt es in die Schläuche hinein, wodurch sie die Räuber dem Erstickungstod zuführt. Der Anführer der Räuber flieht, als er den Tod seiner Kameraden feststellt. Als Ali Baba von Mardschana erfährt, dass sie ihm das Leben gerettet hat, schenkt er der Sklavin die Freiheit; sie wohnt jedoch weiter bei ihm im Haus.

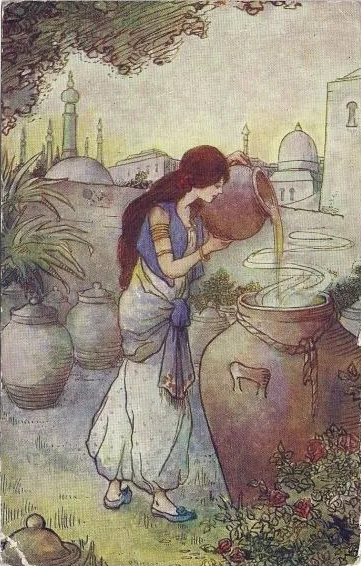
Mardschana tötet mit kochendem Öl die vierzig Räuber.

Vom Rachedurst getrieben, kehrt der Räuberhauptmann in Gestalt eines fremden Kaufmanns namens Chogia Hussain jedoch in die Stadt zurück, wo er später von Ali Babas Sohn zum Abendessen im Haus seines Vaters eingeladen wird. Chogia Hussain trachtet danach, Ali Baba, der ihn wieder nicht erkennt, mit einem Dolch zu ermorden, doch Mardschana erkennt ihren Feind wieder und heckt einen neuen Plan aus. Sie zieht ein anmutiges Tanzkostüm an und versteckt in ihm einen Dolch. Nachdem sie ekstatisch getanzt hat, nutzt sie einen Augenblick der Unachtsamkeit und tötet Chogia Hussain mit einem Dolchstich ins Herz, wodurch sie Ali Baba zum zweiten Mal das Leben rettet. Daraufhin verheiratet Ali Baba die ehemalige Sklavin Mardschana mit seinem Sohn.

## Rezeption

### Filmische Rezeption

#### Verfilmungen der Geschichte von Ali Baba und die vierzig Räuber.
- 1934: Chu-Chin-Chow, britischer Spielfilm, in dem die südafrikanische Schauspielerin Pearl Argyle die Rolle der Mardschana verkörperte.
- 1944: Ali Baba und die vierzig Räuber – US-amerikanischer Spielfilm, der nur lose auf Versatzstücken aus der literarischen Vorlage basiert. Die weibliche Hauptrolle der Amara (dargestellt von María Montez) ist namentlich von Mardschana abgeleitet, hat jedoch nichts mit ihr gemein.
- 1954: Ali Baba, französischer Film, hier wird Mardschana von der ägyptischen Schauspielerin und legendären Bauchtänzerin Samia Gamal gespielt, die im Film mehrfach Bauchtänze aufführt.
- 1980: Ali Baba und die 40 Räuber, indisch-sowjetischer Film, hier wird Mardschana von der indischen Schauspielerin Hema Malini dargestellt.
- 1993: Ali Baba, USA, Zeichentrickfilm.[1] Hier tritt Mardschana als Flaschengeist in Erscheinung.
- 2000: Arabian Nights – Abenteuer aus 1001 Nacht, USA, dargestellt von Amira Casar.
- 2007: Ali Baba und die 40 Räuber, französischer Film, hier verkörpert die französische Schauspielerin Leïla Bekhti die Rolle der Mardschana.

#### Weitere Filmrezeption
- In dem 1973 erschienenem Abenteuerfilm Sindbads gefährliche Abenteuer (1973) wechselt Margiana in den Sindbad-Kosmos, wo sie ein wichtiges Puzzlestück zur Lösung eines Rätsels ist. Hier wird sie als Sklavin von ihrem Besitzer an Sindbad verschenkt, der diesem dafür einen kleinen Gefallen tut. Dargestellt wird ihre Rolle von der britischen Schauspielerin Caroline Munro.
- Auch in der japanischen Anime-Serie Magi: The Labyrinth of Magic (2012–2014) tritt Morgiana als Hauptfigur in Erscheinung, wo sie als Sklavin später von Ali Baba befreit wird und mit ihm und Aladdin Abenteuer erlebt.

### Hörspiele
- 1972: Ali Baba und die vierzig Räuber, Buch und Regie: Kurt Vethake. Rolle gesprochen von Monika Ogorek (Pseudonym: Nora Kerogo).[2]

### Oper und Ballett
- Morgiane ist eine romantische Oper in drei Aufzügen von Bernhard Scholz, nach einem Libretto von Theobald Rehbaum. Die Uraufführung war 1870 in München.[4]
- Morgiane, Op. 85, ist eine Ballettmusik von Maurice Ravel[5], die er für die Tänzerin Ida Rubinstein komponiert hat.[6]

### Pop-Kultur
- In dem 2014 erschienenem Sammelkartenspiel Force of Will existiert die Karte Mardschana, die weise Dienerin.[7]
- Im 2023 erschienenen Videospiel Assassin’s Creed Mirage tauchen sowohl die Figur der Mardschana als auch des Ali Baba auf, wobei die Geschichte allerdings deutlich anders verläuft. Hier handelt es sich bei Ali Baba um einen Händler, der mit seiner Tochter Mardschana in Bagdad lebt, und auf einer Reise verschwindet. Mardschana und der Spieler in Gestalt der Hauptfigur Basim finden seine Leiche schließlich vor dem Eingang zur Höhle der vierzig Diebe. Nach einer Auseinandersetzung in Bagdad, wo ebenfalls Mardschanas Trick mit den Kreuzen zur Anwendung kommt, kehren beide zur Höhle zurück, wo Basim die Räuberbande vollständig vernichtet. Mardschana führt das Erbe ihres Vaters als Händler fort.

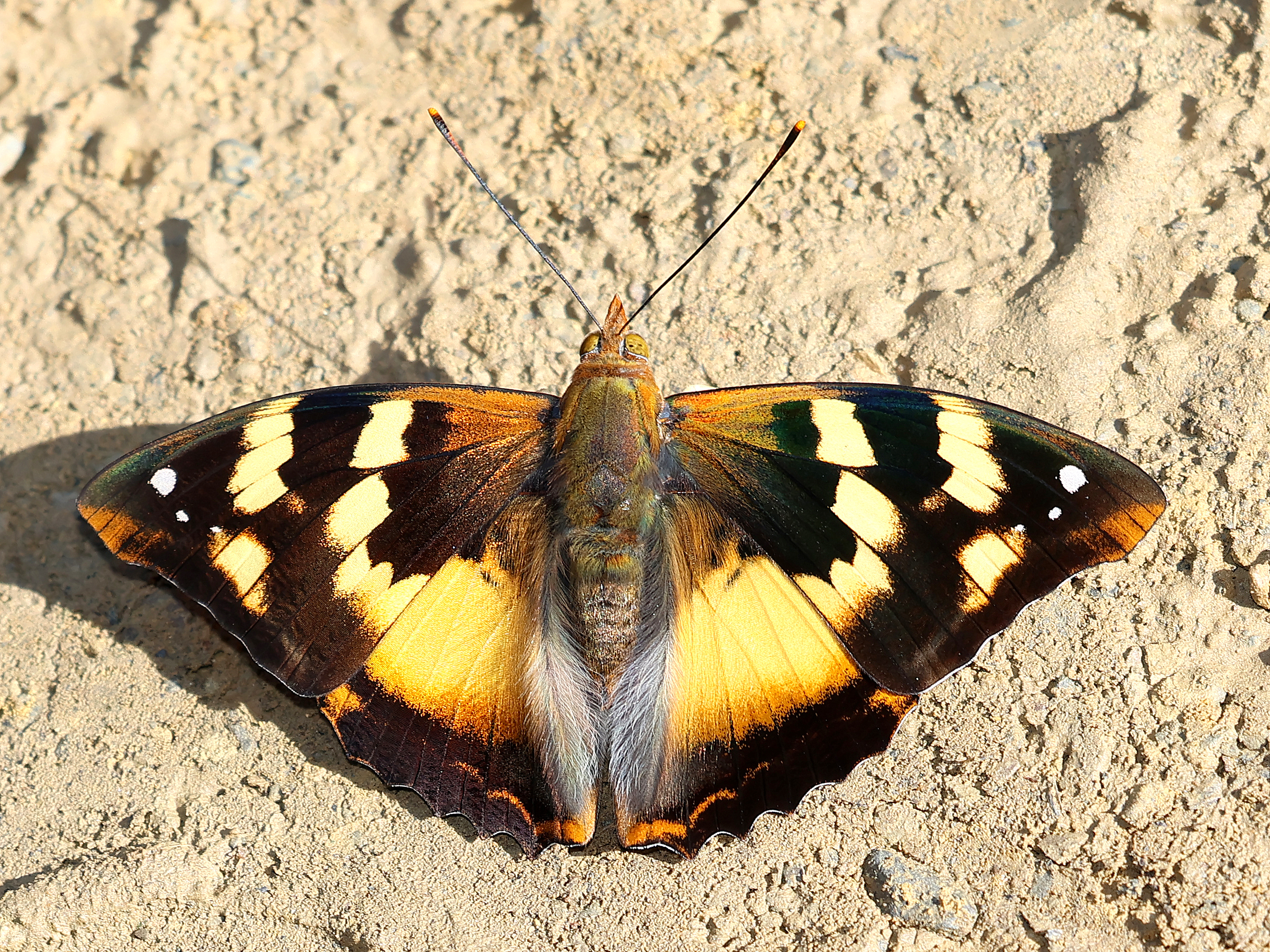
Schmetterling Dilipa morgiana.

### Weitere Rezeption
- Ein 1851 von John Obadiah Westwood klassifizierter, in Indien und Nepal beheimateter Schmetterling trägt den Namen Dilipa morgiana.

## Andere Mardschana-Figuren
- In der Tausendundeine Nacht-Geschichte König Umar ibn al-Nu'man und seine Kinder (ANE 39) trägt eine von Abrizas Dienerinnen den Namen Mardschana.[8]